# 安東尼奧·加西亞·阿蘭達
安東尼奧·加西亞·阿蘭達（西班牙語：Antonio García Aranda；1989年11月7日—）是一位西班牙足球運動員。在場上的位置是左閘。他在2014年8月轉會萊萬特。